# Ботострој
Ботострој (чеш. Botostroj) је новела чешког радника Сватоплука Турка из 1933. Турек је био запослен у фабрици Бата. Пошто је као радник био незадовољан, одлучио је да напише новелу која касније одиграла улогу критике капитализма. Све то се десило у времену општег пораста радикалне љевице - Комунистичке партије у Чехословачкој током 30. година.
Новела је критика једног града, којим управља једина фирма - фирма Ботострој. У овој компанији постоје посебна правила, па чак и посебни закони и безбедносне снаге. Предузетник, који управља фирмом интересује се само за свој добитак, без обзира на оно што занима његове раднике или народ уопште. Приказана је такође корупција и јаке везе између политичара и предузетника. Оваква слика породице Бата (иако што се компанија у књизи зове званично Ботострој) довела је до суђења 1934. После процеса новела је била забрањена.
Према новели Сватоплука Турка је 1954. направљен својеврсни филм, који је служио као главни алат пропаганде комуниста у Чехословачкој средином 50-их. Аутори филма, те и глумци су добили бројна одликовања и филм је био приказан у свим биоскопима широм Чехословачкој. Ипак, у граду Злин где је породица Бата имала огроман углед у локалном становништву, тај филм је у јавности пропао.